# Sleeper (tuning)
Pour les articles homonymes, voir Sleeper.
Le tuning Sleeper est un style de tuning.
Il s'agit de préparer uniquement les éléments mécaniques d'une voiture ordinaire afin qu'elle devienne plus performante tout en donnant l'impression extérieurement d'être normale. Le but est souvent de surprendre.
Cette pratique est encore assez rare en France, car beaucoup de modifications importantes demandent des autorisations spéciales.
La majorité des sleepers se retrouve dans la gamme des compactes et des familiales. Dans le cas de sleepers d'origine, ce sont les versions haut de gamme d'un modèle de grande diffusion, mais sans les attributs tapageurs d'une sportive. Ainsi une 190 E 2.5-16 de 195 ch est un sleeper mais sa descendante 2.5-16 Evo équipée de bas de caisse et d'un spoiler proéminent perd la discrétion qui caractérise le sleeper.
Par extension, on désigne par « anti-sleeper » une voiture à l'esthétique tapageuse mais aux performances limitées.

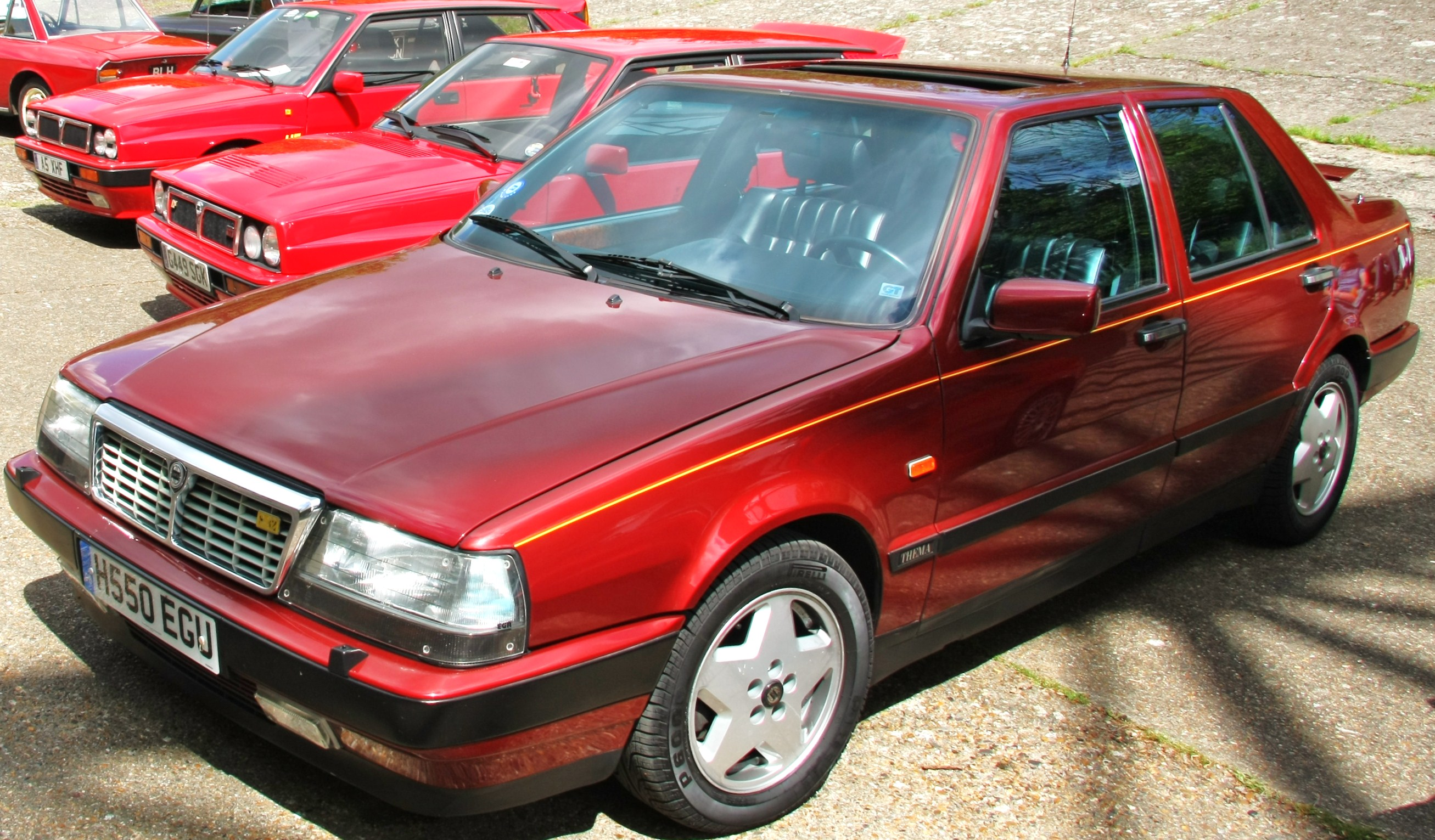
Lancia Thema 8.32 (V8 Ferrari 215 ch)
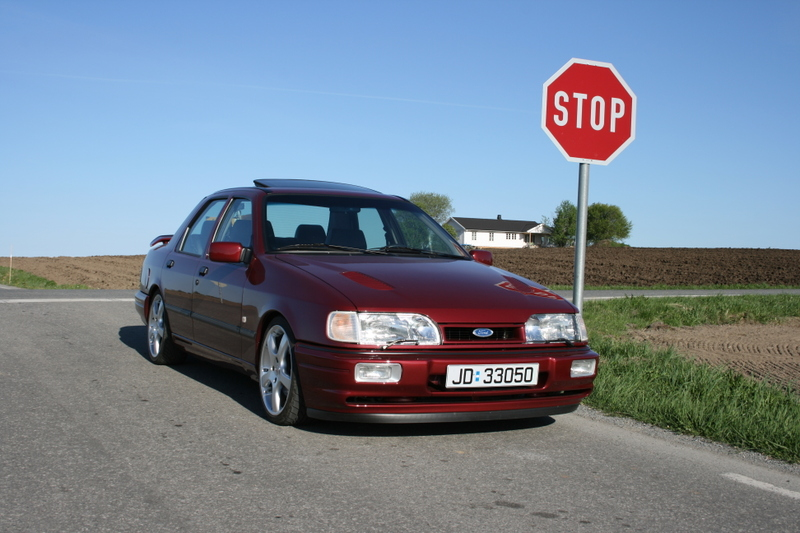
Ford Sierra RS Cosworth 1992 (2L turbo 220 ch)
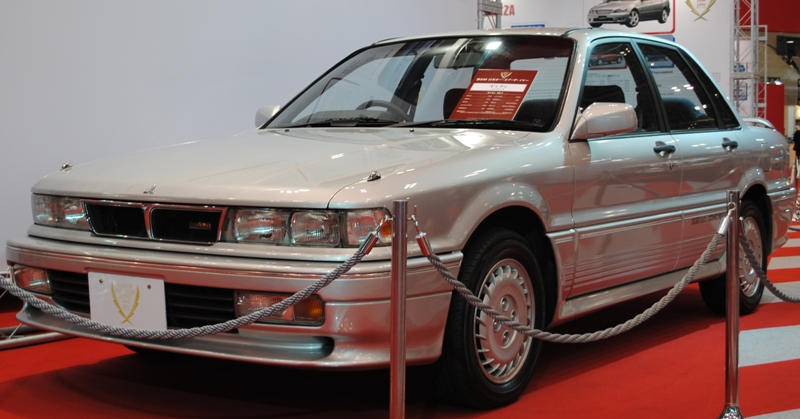
Mitsubishi Galant VR-4 (215 ch)
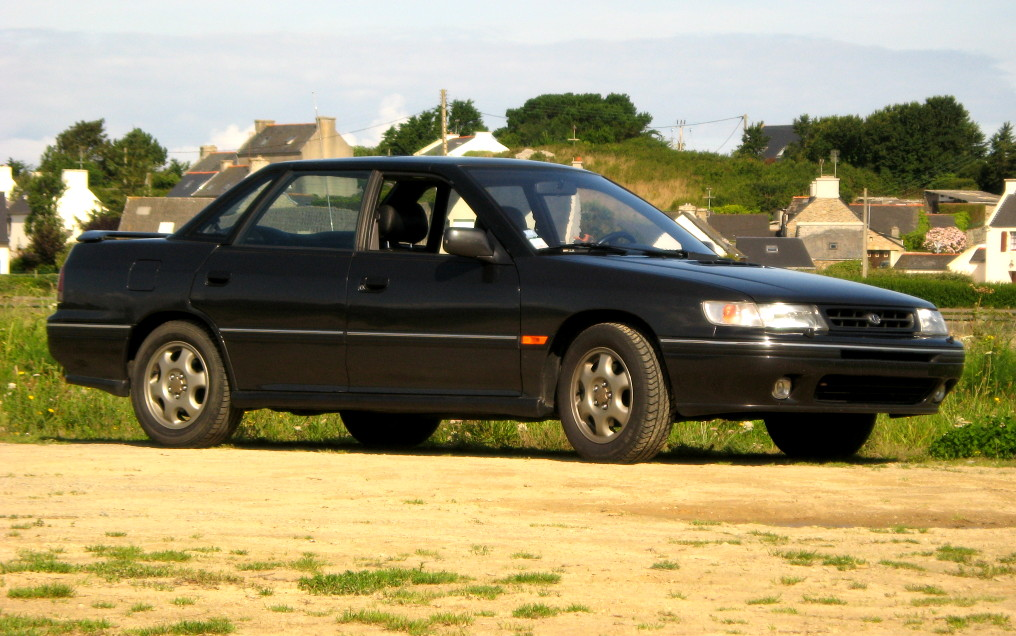
Subaru Legacy Turbo (2L turbo 200 ch)